# باده (بروجرد)
باده یکی از روستاهای شهرستان بروجرد در استان لرستان است. این روستا در دهستان همت‌آباد در بخش مرکزی این شهرستان قرار دارد.

## جمعیت
بنابر سرشماری مرکز آمار ایران، جمعیت باده در سال ۱۳۸۵، برابر با ۳۷۵ نفر بوده است که از این میان ۱۹۷ نفر مرد و بقیه زن بوده‌اند. ۸۰٪ ساکنان باده باسوادند. این روستا ۸۸ خانوار جمعیت دارد.